# Claude Chamaken
Claude Gastien Chamaken (* 18. Mai 1988) ist ein kamerunischer Leichtathlet, der sich auf den Speerwurf spezialisiert hat.

## Sportliche Laufbahn
Erste internationale Erfahrungen sammelte Claude Chamaken 2018 bei den Afrikameisterschaften in Asaba, bei denen er mit einer Weite von 68,63 m den siebten Platz belegte. Im Jahr darauf nahm er erstmals an den Afrikaspielen in Rabat teil und verbesserte dort den Landesrekord auf 71,44 m, womit er auf Rang fünf gelangte, ehe er bei den Militärweltspielen in Wuhan mit einem Wurf auf 68,27 m auf Rang elf landete.
2019 wurde Chamaken kamerunischer Meister im Speerwurf.